# 斯特列斯伯勒 (喬治亞州)
斯特列斯伯勒（英語：Stilesboro）是位於美國喬治亞州巴托縣的一個非建制地區。該地的面積和人口皆未知。

## 地理
斯特列斯伯勒的座標為34°06′17″N 84°54′57″W / 34.10472°N 84.91583°W，而該地的平均海拔高度為225米（即738英尺）。